# Ulithi
Ulithi – atol w archipelagu Karolinów na zachodnim obszarze Pacyfiku, odległego o 191 kilometrów (103 mile morskie) od wyspy Yap. Składa się z około 40 niewielkich wysepek o łącznej powierzchni 4,5 km² otaczających lagunę długą na około 30 km i szeroką na około 15 km, co czyni ją czwartą co do wielkości na świecie przy powierzchni 548 km².

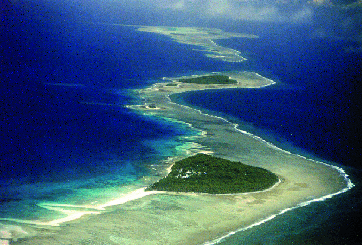
Atol Ulithi – wyspy otaczające lagunę od zachodu

Ulithi wchodzi w skład stanu Yap, a wraz z nim do Federacji Mikronezji. W roku 2000 populacja atolu wynosiła 773 mieszkańców, którzy żyją na czterech wyspach: Falalop, Asor, Mogmog i Fedarai. Łączność ze światem utrzymywana jest przez lotnisko na Falalop, gdzie znajduje się również niewielki hotel i kąpielisko, stacja paliw i jedna z trzech szkół publicznych stanu Yap. Mogmog jest siedzibą głównego wodza atolu, chociaż każda z zamieszkanych wysp ma własnego wodza.
Na dnie laguny spoczywa kilka wraków okrętów z II wojny światowej. Niektóre z nich zanieczyszczały środowisko, co powodowały wycieki ropy, ale w lutym roku 2003 US Navy przeprowadziła operację oczyszczającą i dziś wody laguny są bezpieczne i dogodne dla wędkowania i nurkowania, chociaż tajfuny w ostatnich latach zniszczyły kilka atrakcyjnych raf koralowych.
Po zbudowaniu elektrowni kilka wysp posiada dziś dostęp do energii elektrycznej. Pojawiła się też telewizja satelitarna i telefonia komórkowa, co znacznie ułatwiło mieszkańcom kontakt ze światem zewnętrznym.

## Historia

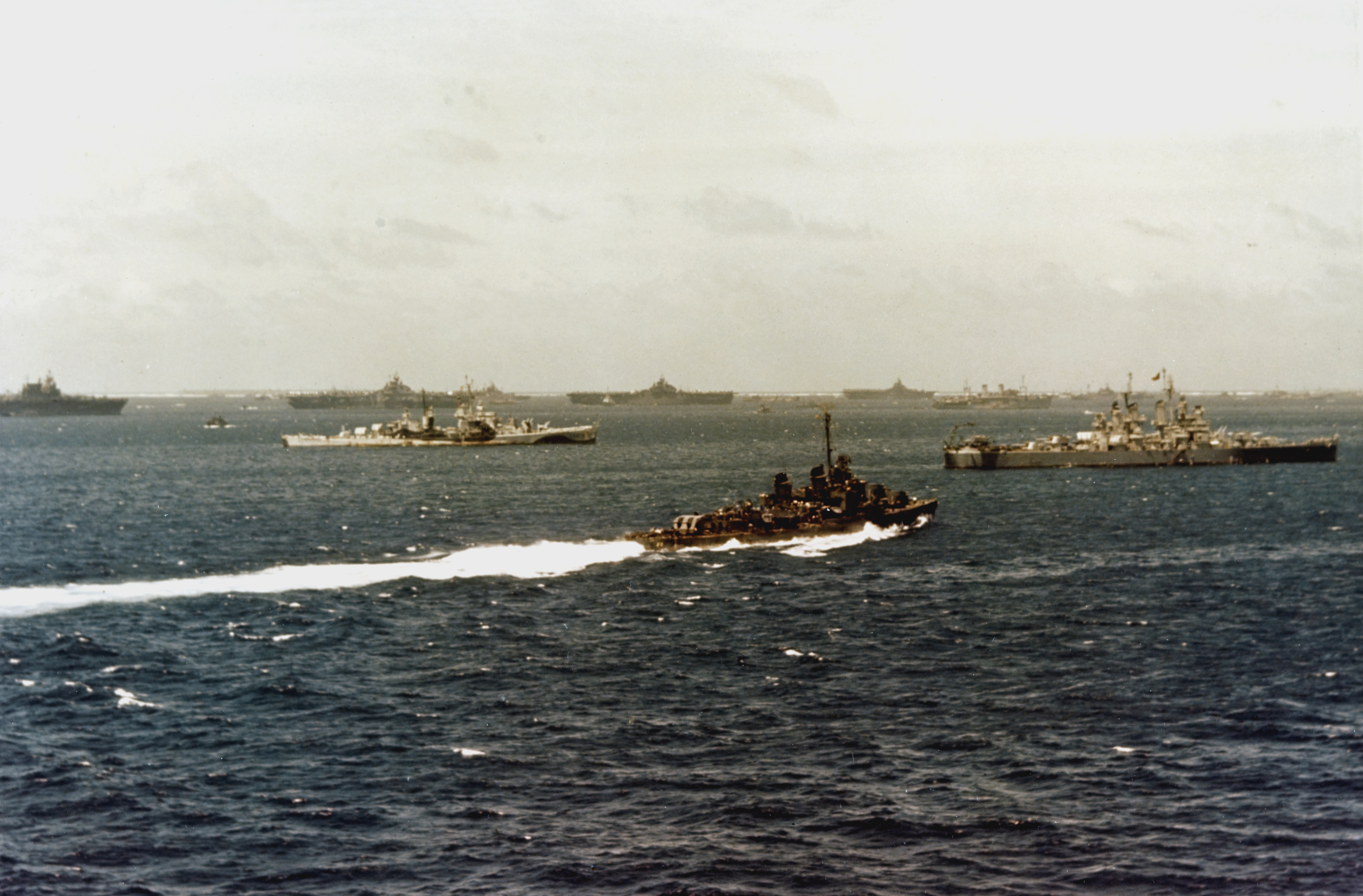
Atol Ulithi podczas przygotowań do inwazji na Okinawie. Na pierwszym planie niszczyciel USS Shannon (DM-25), daleko w tle lotniskowce 58 Grupy Uderzeniowej.

Odkrywcą atolu był portugalski podróżnik Diego da Rocha w roku 1526.
W czasie II wojny światowej Japończycy założyli tu radiostację i punkt pomiarów meteorologicznych, okresowo też używali laguny jako kotwicowiska, co spowodowało kilkakrotne naloty amerykańskie. Dla Amerykanów kotwicowisko w atolu Ulithi miało ogromne znaczenie jako ewentualna baza wypadowa floty w kierunku Filipin, Formozy i Okinawy.
23 września 1944 roku na atolu wylądowały pododdziały 322. pułku ze składu 81 Dywizji Piechoty US Army (Japończycy wycofali się nieco wcześniej), a w kilka dni później batalion Seabees (saperów US Navy). Okręt hydrograficzny US Navy USS Sumner dokonał pomiarów laguny oceniając pojemność kotwicowiska na 700 jednostek. W kilka miesięcy później, podczas przygotowań do lądowania na Okinawie, znalazło tu schronienie 617 okrętów, w tym 10 dużych lotniskowców.
Japończycy utrzymywali jeszcze bazę na Yap, skąd od czasu do czasu dokonywali ataków na Ulithi. 11 marca 1945 roku lotniskowiec USS Randolph został uszkodzony w ataku kamikaze – japoński samolot odbył w tym celu daleką drogę z Japonii.
Lotnisko na Falalop zostało zbudowane przez Amerykanów i służyło do nalotów na trzymane przez Japończyków wyspy. Tubylczych mieszkańców na okres wojny przesiedlono na Fedarai.